# 中國科技大學

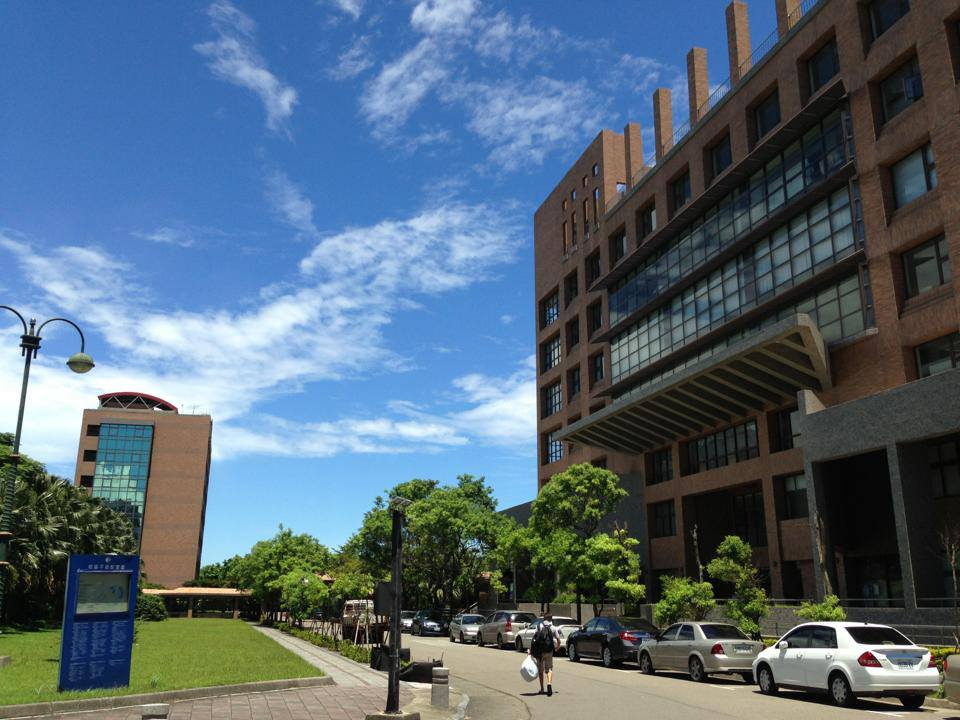
中國科技大學 新竹湖口校區 啟我大樓

中國科技大學，前身為中國市政專科學校、中國工商專科學校、中國技術學院，曾為臺北市第一所私立科技大學。學校設有雙校區，分別是臺北市文山校區與新竹縣湖口校區。目前設有「規劃與設計學院」、「管理學院」、「資訊學院」三學院，共14個學系、7個碩士班，及「通識教育中心」。
創辦人上官業佑於1965年創辦為國家培植公僕青年的「中國市政專科學校」，是中華民國史上第一所培育市政專業人才學校。由於辦學績優，故於2005年改制科技大學，為臺北市第一所私立科技大學。
108年度學校獲天下雜誌USR評選，私立大學評比第1名。109年度，獲教育部「生命教育特色學校」以及「大專校院完善就學協助機制績優學校」兩項殊榮。108-109年度連續兩年獲1111人力銀行「企業最愛大學調查」，全國私立科技大學校院中名列第8名。111年獲教育部首屆表揚「特殊教育績優學校」及績優人員獎。

## 校史
- 1965年，由上官業佑創辦，初名「中國市政專科學校」，為中華民國教育史中，唯一一所五年制之市政專科學校。初設市政管理、公共工程、公共衛生及公共事業管理等四科。
- 1968年，公共工程科增設建築工程組及土木工程組、公共事業管理科更名為工商管理科，並增設二年制營建工程科。
- 1969年，增設財務金融科。
- 1971年，增設二年制夜間部工商管理科及市政管理科。
- 1981年，公共工程科建築工程組與土木工程組，各自獨立為建築工程科與土木工程科。
- 1983年，配合國家建設計畫，改名「中國工商專科學校」，設有建築工程科、土木工程科、企業管理科及財政稅務科；停招市政管理科、公共衛生科；增設國際貿易科及電子資料處理科。
- 1985年，夜間部土木工程科改制為電子資料處理科。同年八月，日夜間部皆增設會計科。
- 1986年，主辦北區文武大專校院國防體育競賽，共有33所校院參加，獲五專男子總冠軍、女子總亞軍。
- 1988年，參與「十月慶典-全國歡迎歸國僑胞萬眾一心聯歡大會」表演國旗歌歌與舞。
- 1998年，第二校區於新竹舉行動土典禮。
- 1999年，921集集大地震，全校師生發動募款賑災，募集兩百五十萬。另建築科及土木科師生亦本專業技術，對南投受災區學校進行重建技術輔導。
- 2000年，獲准改制為「中國技術學院」，同時成立新竹校區。設有二年制建築工程系、土木工程系、財政稅務系及會計系。
- 2001年，增設國際貿易系、企業管理系、資訊管理系、財務金融系、財政稅務系。經校務會議決議逐年停招五專部，並於同年停招土木工程科。
- 2002年，增設室內設計系、應用英語系、產業經營管理系、資訊工程系、資訊傳播系及行銷與流通管理系；停招五專部財政稅務科及會計兩科。
- 2003年，增設建築研究所、視覺傳達設計系、電腦與通訊系及休閒事業管理系。
- 2004年，增設土木與防災應用科技研究所、商業自動化與管理研究所。
- 2005年，經教育部審議通過，八月改名為「中國科技大學」，設立管理學院[2]、資訊學院[3]、規劃與設計學院[4]、人文社會學院[5]。
- 2006年，組團代表國家赴日本北海道札幌參加YOSAKOI索朗祭，舞蹈以原住民意象創作。
- 2008年，增設數位多媒體設計系。
- 2010年，土木工程系改名土木與防災設計系、土木與防災應用科技研究所改名土木與防災設計研究所、國際商務系增設日文組、應用英語系增設休閒事業英語組；新竹校區增設數位多媒體設計系、運籌管理研究所改名企業管理研究所。
- 2011年，新竹校區增設視覺傳達設計系碩士班。
- 2012年，新竹校區增設室內設計系碩士班、資訊科技應用碩士在職專班；新竹校區企業管理系新增創業管理組與服務業管理組、資訊管理系新增網路行銷組與網站設計組、休閒事業管理系改名觀光與休閒事業管理系。
- 2014年，台北校區增設企業管理系碩士在職專班。
- 2015年，新竹校區增設影視設計系。
- 2016年，新竹校區增設互動娛樂設計系，台北校區增設影視設計系及數位音樂音效學士學位學程。
- 2016年，通過105年度科技校院「校務評鑑」及科技校院「系所自我評鑑」認定（全數通過）。
- 2017年，獲教育部教學卓越計畫4,000萬元獎助，此為連續第12年佳績，累計獎助金額達4億1,610萬。
- 2017年，研揚科技暨基金會董事長莊永順捐贈1億元，創建校52年來最高捐款金額。
- 2017年，俞明德博士8月1日接任校長。
- 2019年，唐彥博博士8月1日接任校長。
- 2017-2023年，獲教育部高等教育深耕計畫補助累計共4億3,954萬元。
- 2023年，陳振遠博士8月1日接任校長。

## 歷任校長
| 任別 | 姓名     | 任期              |
| ---- | -------- | ----------------- |
| 1    | 周異斌   | 1966年~1967年     |
| 2    | 黃啟瑞   | 1967年~1972年     |
| 3    | 李瑞衡   | 1972年~1981年     |
| 4    | 司馬融編 | 1981年~1986年     |
| 5    | 黃加昌   | 1986年~1997年     |
| 6    | 陳天志   | 1997年~2000年     |
| 7    | 周文賢   | 2000年~2005年     |
| 8    | 谷家恆   | 2005年~2017年     |
| 9    | 俞明德   | 2017年~2019年     |
| 10   | 唐彥博   | 2019年~2023年     |
| 11   | 陳振遠   | 2023年8月1日~至今 |

## 現況與特色

### 台北文山校區(台北校區)
台北校區位於台北市文山區興隆路三段56號，校近捷運萬芳醫院站，交通便捷、四通八達。地處眾多大專校院、中小學所在的文山區，人文薈萃、地靈人傑。校地56,882平方公尺，校舍計有格致、自強、懷恩、光復、中正、崇德、新民、忠孝、弘道、明倫堂及中山育樂館等棟建築。格致大樓為行政暨綜合教學大樓，2樓設有圖書館，並於明倫堂另設規劃與設計學院專業圖書館。中山育樂館主要用途為社團活動，室內體育館及大禮堂。總樓地板面積為66,431平方公尺，另設有多功能球場、桌球教室、舞蹈教室、健身教室，另有200公尺運動場及各類球場。

### 新竹湖口校區

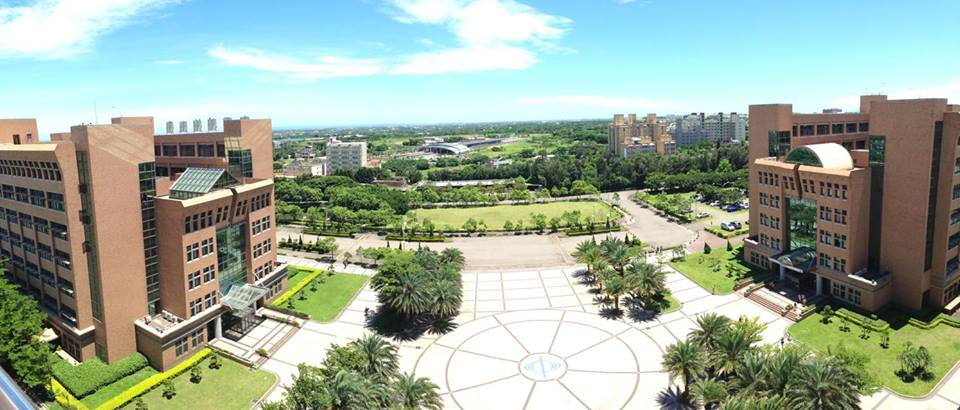
中國科技大學新竹校區校園

新竹校區位於新竹縣湖口鄉中山路三段530號，離臺鐵北湖車站約100公尺。休閒運動中心擁有室內50公尺標準溫水游泳池，為25M 2米深泳區、25M可升降高度平台，可依使用者的身高自由調整，方便兒童、身心障礙者使用，並開設泳訓班，由持有合格證照的觀光與休閒事業管理系學生授課。此外亦設有多功能水療池、兒童溫水戲水池，及男女貴賓於B1、B2分開使用烤箱、蒸氣室等SPA養生水療設施。另設有24小時自動化過濾系統，每位泳客皆投保公共意外責任險，提供校內外學生、民眾使用。
新竹校區靠近工業區與區域性產業結合。校地141,629平方公尺，校舍建築共計六棟，包括第一教學-日新樓、第二教學-涵德樓、學生活動中心-健心館，及第一宿舍-安以軒、第二宿舍-學以軒、圖書館-啓我大樓、休閒與運動中心等。總樓地板面積為86,999平方公尺，休閒與運動中心設有主球館、游泳館、桌球室、舞蹈室、撞球室、健身室，另有室外400公尺田徑場(含足球、壘球場)、籃球(排球)各類球場。備有學生宿舍二棟，可容納1,200餘人。

## 學院系所

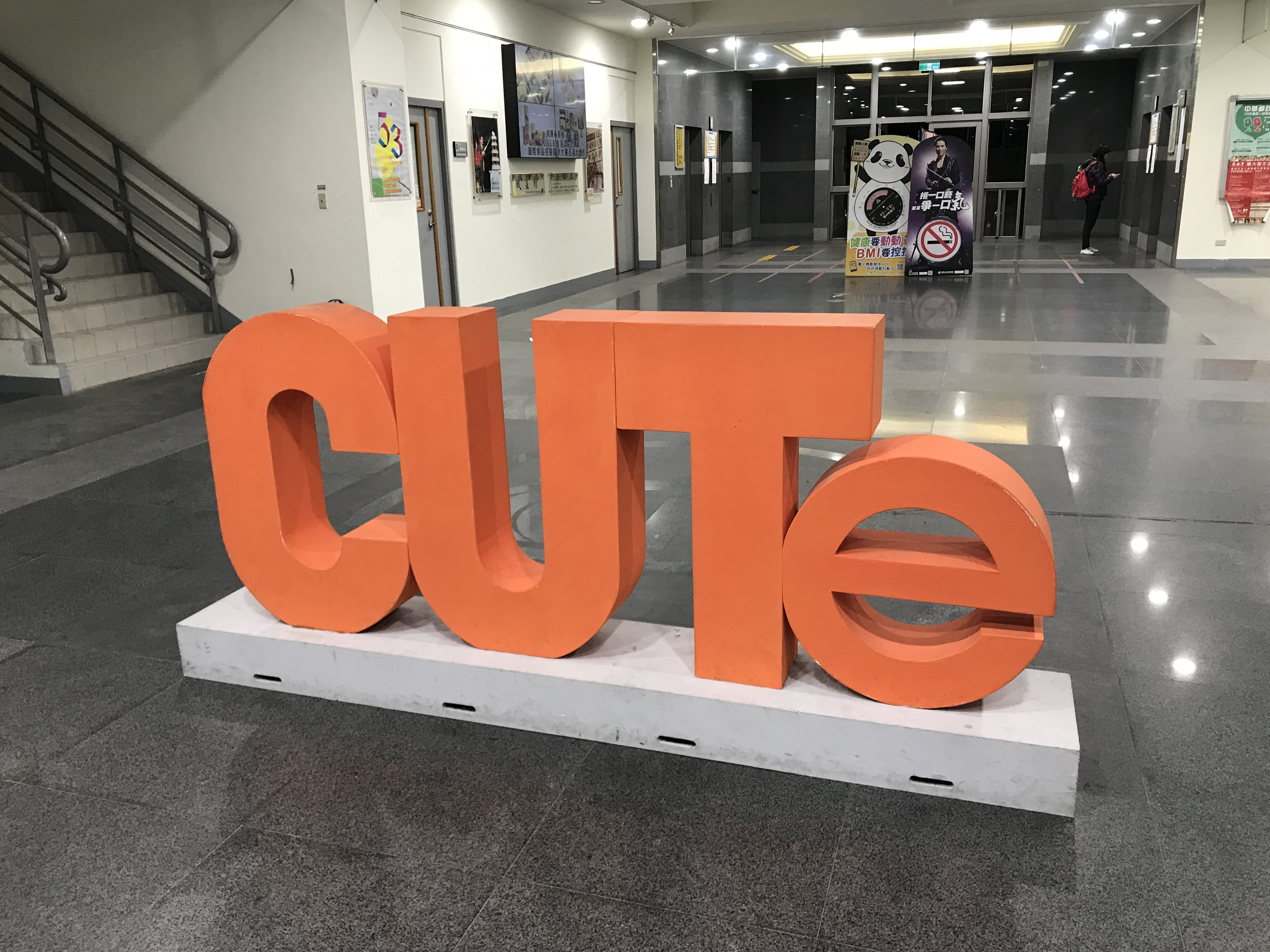
文山校區大樓內有學校英文名稱簡寫CUTe的雕塑

目前共有日間部碩士班、四技，進修部碩士在職班、四技，進修學院二技，進修專校二專等學制。學校與美國Metropolitan State University州立大學合辦雙聯學士學位學程，學生於本校就讀前三年，大四赴MSU就讀一年，即可取得兩校畢業證書。
| 規劃與設計學院 | 建築系暨碩士班     | 土木與防災設計系暨碩士班 |
| 規劃與設計學院 | 室內設計系暨碩士班 | 視覺傳達設計系暨碩士班   |
| 規劃與設計學院 | 數位多媒體設計系   | 影視設計系               |

| 資訊學院 | 資訊管理系               | 資訊工程系 |
| 資訊學院 | 資訊科技應用碩士在職專班 |            |

| 管理學院 | 國際商務系                       | 財務金融系                       |
| 管理學院 | 企業管理系暨碩士班、碩士在職專班 | 管理學院企業管理雙聯學士學位學程 |
| 管理學院 | 行銷與流通管理系                 | 觀光與休閒事業管理系             |
| 管理學院 | 應用英語系                       |                                  |

| 通識教育中心 |
| ------------ |

| 文化空間保存再利用與產業經營技術研發中心 |
| ---------------------------------------- |

| 結構物安全與防災中心 |
| -------------------- |

| 設計產學中心 |
| ------------ |

## 各界交流

### 姊妹校
- 美國
  - 明尼蘇達州立大都會大學 (Metropolitan State University)：MBA及大學3+1雙聯學位[a]
  - 聖保羅學院：自2016年起，與Metropolitan State University合開廚藝管理及行銷設計雙聯學士課程
  - 加州大學聖地牙哥分校
  - 亞萊恩國際大學
  - 夏威夷大學
  - 阿肯色中央大學
  - 漢佛萊斯學院
  - 底特律、勞倫斯科技大學MBA企管研究生及MSIS資管研究生學位

- 日本
  - 日本工業大學
  - 流通科學大學（日语：流通科学大学）
  - 日本大學
  - 香川大學
  - 十文字學園女子大學

- 韓國
  - 韓世大學
  - 濟州觀光大學

- 印尼
  - 馬拉拿達基督教大學
  - Universitas Nahdlatul Ulama Kalimantan Selatan
  - Universitas Islam Attahiriyah Jakarta
  - Universitas Wahid Hasyim Semarang
  - Universitas Maarif Hasyim Latif, Sidoarjo
  - Universitas Nahdlatul Ulama Surabaya
  - Universitas Islam Malang
  - Universitas Nahdlatul Ulama Cirebon
  - Universitas Nahdlatul Ulama Yogyakarta
  - Universitas Nahdlatul Ulama Purwokerto
  - Universitas Nahdlatul Ulama Surakarta
  - Universitas Islam Nusantara
  - Universitas Nahdlatul Ulama Lampung
  - Universitas Nahdlatul Ulama Nusa Tenggara Barat
  - Universitas Nahdlatul Ulama Kalimantan Timur
  - Universitas Nahdlatul Ulama Sulawesi Tenggara
  - Universitas Nahdlatul Ulama Sidoarjo]
  - Universitas Ma'arif Nahdlatul Ulama Kebumen
  - Universitas Islam Raden Rahmat Malang
  - Universitas Islam Makassar
  - Universitas Pesantren Tinggi Darul 'Ulum Jombang, Jawa Timur
  - Universitas Nahdlatul Ulama Kalimantan Barat
  - Universitas Nahdlatul Ulama Blitar
  - Universitas Nurul Jadid, Probolinggo
  - Universitas Nahdlatul Ulama Sunan Giri, Bojonegoro
  - Universitas Islam Darul Ulum Lamongan

- 越南
  - 峴港大學
  - 孫德勝大學

- 馬來西亞
  - 拉曼大学
  - 马来亚威尔斯国际大学

- 歐洲
  - 賽普勒斯科技大學

## 校训
中國科技大學的校训为“公 誠 廉 勇”。公在去私、誠在去偽、廉在去貪、勇在去怯。

### 校際聯盟
- 北區技專校院教學資源中心（雙北市、基隆市、新竹縣市、宜蘭縣、花蓮縣33所技專校院，國立臺北科技大學為中心學校，
中國科技大學負責主軸七-設計類特色課程之發展）
  - 教育部技專校院北區英語教學資源中心（北區40所技專校院，國立臺灣科技大學為北區中心學校）
- 教育部補助技職校院與高職（含綜高）建立策略聯盟計畫（中國科技大學、中華科技大學、國立臺北商業大學、宏國德霖科技大學、黎明技術學院、醒吾科技大學、中華高中、光啟高中、光復高中、協和祐德高中、東方工商、東海高中、松山家商、金甌女中、南港高工、振聲高中、惇敘工商、清傳高商、瑞芳高工、醒吾高中、義民高中、穀保家商、樹人家商、鶯歌工商、淡水商工）（中國科技大學新竹校區、仁德醫護管理專科學校、大成高中、仰德高中、卓蘭實中、國立苗栗農工、興華高中、中興商工、東泰高中、龍德家商、世界高中、君毅高中、治平高中、磐石高中、曙光女中、永平工商、育民工家、青年高中、賢德工商）

- 北區五校社團學習策略聯盟（德明財經科技大學、中國文化大學、聖約翰科技大學、中國科技大學、中華科技大學）
- 文山區大學圖書館聯盟（政治大學、世新大學、中國科技大學、華梵大學、東南科技大學、景文科技大學）[b]

### 臺灣與中國大陸交流
- 本校与中國大陸百余所高校签订姐妹校合作协议。
- 2008年至今近千位中國大陸姐妹校学生赴本校完成短期研修课程。
- 与中國大陸三明学院合作办学，于2012年起近七百位闽台「3+1」专班同学至本校研修。
- 与中國大陸山东商业职业技术学院合作鲁台「2.5+0.5」，于2013年起百位同学赴本校研修。
- 专业教师前往中國大陸三明学院、山东商业职业技术学院、华南理工大学广州学院等高校授课。
- 与中國大陸姐妹校展开联合办学计划，签订远程视频系统互动教学合作协议。
- 本校与姐妹校举办竞赛与展览，两岸学生一齐参与，互相交流学习。
- 本校承办中國大陸多所高校教师及学生在台短期培训活动。

### 引用
1. ↑  . 台灣日報. 2004年5月29日  [2009年7月1日]. （原始内容存档于2012年12月21日） （中文（繁體））.
（中國技術學院在九十三年度技術學院評鑑中，表現最優，僅兩系二等，其餘皆為一等，表現不輸國立學校，順利改名科大）
2. ↑  下轄運籌管理研究所、產業經營管理系、財務金融系、財政稅務系、企業管理系、行銷與流通管理系、會計系、國際商務系、休閒事業管理系。
3. ↑  下轄資訊工程學系、電腦與通訊系、資訊管理系。
4. ↑  下轄土木與防災應用科技研究所、建築研究所、土木工程系、建築系、室內設計系、視覺傳達設計系、資訊傳播系。
5. ↑  下轄應用英語系、通識教育中心。
6. ↑  . 經濟日報. 2023-08-01  [2023-08-06]. （原始内容存档于2023-08-06）.
7. ↑  . 自由時報. 2008年6月12日  [2009年8月1日]. （原始内容存档于2008年6月18日） （中文（繁體））.
（游泳池設備新穎，有口皆碑，連報章也大為讚賞）
8. ↑  .   [2009-07-01]. （原始内容存档于2009-02-26）.

### 外部連結
- 中國科技大學(台北校區)總校區 （页面存档备份，存于）
- 中國科技大學新竹校區（页面存档备份，存于）
- 中國科技大學電子報（页面存档备份，存于）
- 中國科技大學的Facebook專頁
- YouTube上的中國科技大學頻道